# Grand Prix Ázerbájdžánu 2017
Grand Prix Ázerbájdžánu 2017 (oficiálně 2017 Formula 1 Azerbaijan Grand Prix) se jela na městské trati v Baku v Ázerbájdžánu dne 25. června 2017. Závod byl osmým v pořadí v sezóně 2017 šampionátu Formule 1. Na této trati se jela v roce 2016 Velká cena Evropy.
V kvalifikaci byl nejrychlejší Lewis Hamilton, ale vítězství pro sebe vybojoval Daniel Ricciardo. Favorité závodu Sebastian Vettel a Lewis Hamilton po vzájemné kolizi skončili mimo stupně vítězů na 4. a 5. místě.
Třetím místem se blýskl nováček Lance Stroll, který se tak ve věku 18 let a 239 dní stal druhým nejmladším závodníkem na pódiu a nejmladším nováčkem na pódiu v historii.

## Kvalifikace
| Poř.                        | No. | Jezdec            | Konstruktér               | Časy v kvalifikaci | Časy v kvalifikaci | Časy v kvalifikaci | Pořadí na startu |
| Poř.                        | No. | Jezdec            | Konstruktér               | Q1                 | Q2                 | Q3                 | Pořadí na startu |
| --------------------------- | --- | ----------------- | ------------------------- | ------------------ | ------------------ | ------------------ | ---------------- |
| 1                           | 44  | Lewis Hamilton    | Mercedes                  | 1:41.983           | 1:41.275           | 1:40.593           | 1                |
| 2                           | 77  | Valtteri Bottas   | Mercedes                  | 1:43.026           | 1:41.502           | 1:41.027           | 2                |
| 3                           | 7   | Kimi Räikkönen    | Ferrari                   | 1:42.678           | 1:42.090           | 1:41.693           | 3                |
| 4                           | 5   | Sebastian Vettel  | Ferrari                   | 1:42.952           | 1:41.911           | 1:41.841           | 4                |
| 5                           | 33  | Max Verstappen    | Red Bull Racing-TAG Heuer | 1:42.544           | 1:41.961           | 1:41.879           | 5                |
| 6                           | 11  | Sergio Pérez      | Force India-Mercedes      | 1:43.162           | 1:42.467           | 1:42.111           | 6                |
| 7                           | 31  | Esteban Ocon      | Force India-Mercedes      | 1:43.051           | 1:42.751           | 1:42.186           | 7                |
| 8                           | 18  | Lance Stroll      | Williams-Mercedes         | 1:43.613           | 1:42.284           | 1:42.753           | 8                |
| 9                           | 19  | Felipe Massa      | Williams-Mercedes         | 1:43.165           | 1:42.735           | 1:42.798           | 9                |
| 10                          | 3   | Daniel Ricciardo  | Red Bull Racing-TAG Heuer | 1:42.857           | 1:42.215           | 1:43.414           | 10               |
| 11                          | 26  | Daniil Kvjat      | Toro Rosso                | 1:42.927           | 1:43.186           |                    | 11               |
| 12                          | 55  | Carlos Sainz Jr.  | Toro Rosso                | 1:43.489           | 1:43.347           |                    | 15               |
| 13                          | 20  | Kevin Magnussen   | Haas-Ferrari              | 1:44.029           | 1:43.796           |                    | 12               |
| 14                          | 27  | Nico Hülkenberg   | Renault                   | 1:43.930           | 1:44.267           |                    | 13               |
| 15                          | 94  | Pascal Wehrlein   | Sauber-Ferrari            | 1:44.317           | 1:44.603           |                    | 14               |
| 16                          | 14  | Fernando Alonso   | McLaren-Honda             | 1:44.334           |                    |                    | 19               |
| 17                          | 8   | Romain Grosjean   | Haas-Ferrari              | 1:44.468           |                    |                    | 16               |
| 18                          | 9   | Marcus Ericsson   | Sauber-Ferrari            | 1:44.795           |                    |                    | 17               |
| 19                          | 2   | Stoffel Vandoorne | McLaren-Honda             | 1:45.030           |                    |                    | 18               |
| 107 % času vítěze: 1:49.121 |     |                   |                           |                    |                    |                    |                  |
| —                           | 30  | Jolyon Palmer     | Renault                   | Bez času           |                    |                    | 20               |
| Zdroj:                      |     |                   |                           |                    |                    |                    |                  |

Poznámky
1. ↑  Carlos Sainz Jr. obdržel trest posunu o 3 místa vzad za zavinění kolize v předchozím závodě.
2. ↑  Fernando Alonso obdržel trest posunu o 40 míst vzad za překročení počtu povolených pohonných jednotek.
3. ↑  Stoffel Vandoorne obdržel trest posunu o 35 míst - 30 míst za překročení počtu povolených pohonných jednotek a 5 míst kvůli neplánované výměně převodovky.
4. ↑  Jolyon Palmer nezaznamenal čas, kterým by se kvalifikoval ve 107 % času vítěze. Start mu byl povolen sportovními komisaři.

## Závod
| Poř.   | No. | Jezdec            | Konstruktér               | Počet kol | Čas/Odstoupení | Pořadí na startu | Body |
| ------ | --- | ----------------- | ------------------------- | --------- | -------------- | ---------------- | ---- |
| 1      | 3   | Daniel Ricciardo  | Red Bull Racing-TAG Heuer | 51        | 2:03:55.573    | 10               | 25   |
| 2      | 77  | Valtteri Bottas   | Mercedes                  | 51        | +3.904         | 2                | 18   |
| 3      | 18  | Lance Stroll      | Williams-Mercedes         | 51        | +4.009         | 8                | 15   |
| 4      | 5   | Sebastian Vettel  | Ferrari                   | 51        | +5.976         | 4                | 12   |
| 5      | 44  | Lewis Hamilton    | Mercedes                  | 51        | +6.188         | 1                | 10   |
| 6      | 31  | Esteban Ocon      | Force India-Mercedes      | 51        | +30.298        | 7                | 8    |
| 7      | 20  | Kevin Magnussen   | Haas-Ferrari              | 51        | +41.753        | 12               | 6    |
| 8      | 55  | Carlos Sainz Jr.  | Toro Rosso                | 51        | +49.400        | 15               | 4    |
| 9      | 14  | Fernando Alonso   | McLaren-Honda             | 51        | +59.551        | 19               | 2    |
| 10     | 94  | Pascal Wehrlein   | Sauber-Ferrari            | 51        | +1:29.093      | 14               | 1    |
| 11     | 9   | Marcus Ericsson   | Sauber-Ferrari            | 51        | +1:31.794      | 17               |      |
| 12     | 2   | Stoffel Vandoorne | McLaren-Honda             | 51        | +1:32.160      | 18               |      |
| 13     | 8   | Romain Grosjean   | Haas-Ferrari              | 50        | +1 kolo        | 16               |      |
| 14     | 7   | Kimi Räikkönen    | Ferrari                   | 46        | Únik oleje     | 3                |      |
| Ret    | 11  | Sergio Pérez      | Force India-Mercedes      | 39        | Řízení         | 6                |      |
| Ret    | 19  | Felipe Massa      | Williams-Mercedes         | 25        | Zavěšení kol   | 9                |      |
| Ret    | 27  | Nico Hülkenberg   | Renault                   | 24        | Kolize         | 13               |      |
| Ret    | 33  | Max Verstappen    | Red Bull Racing-TAG Heuer | 12        | Tlak oleje     | 5                |      |
| Ret    | 26  | Daniil Kvjat      | Toro Rosso                | 9         | Elektronika    | 11               |      |
| Ret    | 30  | Jolyon Palmer     | Renault                   | 7         | Motor          | 20               |      |
| Zdroj: |     |                   |                           |           |                |                  |      |

Poznámky
1. ↑  Kimi Räikkönen odstoupil ze závodu, ale byl klasifikován, protože odjel více než 90 % délky závodu.

## Průběžné pořadí po závodě
Pohár jezdců
|   | Pořadí | Jezdec           | Body |
| - | ------ | ---------------- | ---- |
|   | 1      | Sebastian Vettel | 153  |
|   | 2      | Lewis Hamilton   | 139  |
|   | 3      | Valtteri Bottas  | 111  |
| 1 | 4      | Daniel Ricciardo | 92   |
| 1 | 5      | Kimi Räikkönen   | 73   |

Pohár konstruktérů
|   | Pořadí | Konstruktér               | Body |
| - | ------ | ------------------------- | ---- |
|   | 1      | Mercedes                  | 250  |
|   | 2      | Ferrari                   | 226  |
|   | 3      | Red Bull Racing-TAG Heuer | 137  |
|   | 4      | Force India-Mercedes      | 79   |
| 1 | 5      | Williams-Mercedes         | 37   |